# Dyskografia Anastacii
Artykuł przedstawia całkowitą dyskografię amerykańskiej wokalistki pop Anastacii. Artystka w sumie wydała sześć albumów studyjnych, dwadzieścia singli oraz dwadzieścia trzy teledyski, dzięki wytwórniom BMG Rights, Sony Music oraz Universal Music.
Debiutancki album studyjny Anastacii, Not That Kind ukazał się w czerwcu 2000 roku nakładem wytwórni Epic Records. Pomimo braku sukcesu komercyjnego w rodzimym kraju wokalistki, wydawnictwo zyskało popularność w pozostałych krajach świata sprzedając się w nakładzie przekraczającym pięć milionów egzemplarzy. Album promowały cztery single; największy sukces osiągnął debiutancki „I'm Outta Love” z roku 1999, który stał się jedynym utworem piosenkarki notowanym na liście Billboard Hot 100. Drugi album artystki, Freak of Nature wydany został w listopadzie 2001 i powtórzył komercyjny sukces poprzednika sprzedając się w ilości ponad czterech milionów egzemplarzy będąc notowanym na wysokich pozycjach ważniejszych notowań najlepiej sprzedających się wydawnictw na świecie. Krążek promowały cztery single, w tym jedna z najpopularniejszych z repertuaru wokalistki piosenka „Paid My Dues”. W roku 2002 kompozycja „Boom” stała się oficjalną piosenką Mistrzostw Świata w Piłce Nożnej rozgrywanych w Korei Południowej i Japonii. Rok później Anastacia nie była aktywna zawodowo z powodu zdiagnozowania u niej choroby nowotworowej.
Trzy lata po wydaniu drugiego albumu, w marcu 2004 na rynkach muzycznych ukazało się trzecie wydawnictwo Anastacia, które zyskało znaczący sukces komercyjny w krajach europejskich. Pierwszym singlem promującym stała się kompozycja „Left Outside Alone”, jedna z najpopularniejszych piosenek 2004 roku w Europie. Pozostałe trzy utwory prezentujące album cieszyły się umiarkowanym sukcesem na rynkach muzycznych. W roku 2005 wytwórnia płytowa piosenkarki planowała wydanie wydawnictwa w Stanach Zjednoczonych, jednak z powodu braku zainteresowania rozgłośni radiowych piosenką „Left Outside Alone” amerykańska premiera albumu została wycofana. W listopadzie 2005 ukazała się pierwsza kompilacja wokalistki Pieces of a Dream zawierająca zbiór najpopularniejszych piosenek z repertuaru artystki wzbogacony o cztery premierowe utwory. Wydawnictwo było również ostatnim albumem wydanym za pośrednictwem wytwórni Epic Records. W roku 2007 Anastacia podpisała kontrakt z koncernem Mercury Records, którego nakładem ukazał się album Heavy Rotation (2008). Wydawnictwo oraz single promujące nie zyskały sukcesu komercyjnego, co doprowadziło do rozwiązania współpracy wokalistki z wytwórnią.
W 2012 roku artystka podpisała kontrakt z niemiecką wytwórnią muzyczną BMG Rights Management, za pośrednictwem której w listopadzie tego samego roku ukazał się piąty album studyjny It’s a Man’s World wydany w wybranych krajach europejskich. Wydawnictwo zawierające covery piosenek rockowych wykonywanych przez mężczyzn uznane zostało za preludium do wydania albumu z autorskim materiałem, którego premiera miała mieć miejsce w 2013 roku. Z powodu nawrotu choroby nowotworowej promocja krążka oraz prace nad autorską płytą zostały wstrzymane. W kwietniu 2014 roku wokalistka wydała pierwszy singel „Stupid Little Things” promujący szósty album Resurrection (2014).

## Albumy studyjne
| Tytuł                                               | Informacje                                                                          | Najwyższe pozycje na listach | Najwyższe pozycje na listach | Najwyższe pozycje na listach | Najwyższe pozycje na listach | Najwyższe pozycje na listach | Najwyższe pozycje na listach | Najwyższe pozycje na listach | Najwyższe pozycje na listach | Najwyższe pozycje na listach | Najwyższe pozycje na listach | Najwyższe pozycje na listach | Statusy |
| Tytuł                                               | Informacje                                                                          | POL                          | US                           | AUS                          | AUT                          | GER                          | IRL                          | NLD                          | NZ                           | SWE                          | SWI                          | UK                           | Statusy |
| --------------------------------------------------- | ----------------------------------------------------------------------------------- | ---------------------------- | ---------------------------- | ---------------------------- | ---------------------------- | ---------------------------- | ---------------------------- | ---------------------------- | ---------------------------- | ---------------------------- | ---------------------------- | ---------------------------- | --- |
| Not That Kind                                       | - Wydany: 16 czerwca 2000 - Wytwórnia: Epic / Daylight - Format: CD, kaseta         | –                            | 168                          | 2                            | 3                            | 2                            | 4                            | 1                            | 1                            | 9                            | 1                            | 2                            | - AUS: 3× platyna - AUT: Platyna - GER: 5× złoto - NZ: 3× platyna - SWE: Złoto - SWI: 3× platyna - UK: 3× platyna             |
| Freak of Nature                                     | - Wydany: 23 listopada 2001 - Wytwórnia: Epic / Daylight - Format: CD, kaseta       | 7                            | 27                           | 10                           | 2                            | 1                            | 7                            | 1                            | 39                           | 1                            | 1                            | 4                            | - POL: Złoto - AUS: Platyna - AUT: Platyna - GER: 3× platyna - NZ: Złoto - SWE: 2× platyna - SWI: 5× platyna - UK: 3× platyna |
| Anastacia                                           | - Wydany: 29 marca 2004 - Wytwórnia: Epic / Daylight - Format: CD, digital download | 16                           | –                            | 1                            | 1                            | 1                            | 2                            | 1                            | 26                           | 1                            | 1                            | 1                            | - AUS: 2× platyna - AUT: 2× platyna - GER: 4× platyna - SWE: 2× platyna - SWI: 3× platyna - UK: 4× platyna                    |
| Heavy Rotation                                      | - Wydany: 24 października 2008 - Wytwórnia: Mercury - Format: CD, digital download  | –                            | –                            | 47                           | 6                            | 13                           | 45                           | 15                           | –                            | 15                           | 3                            | 17                           | - SWE: Złoto - SWI: Złoto |
| It’s a Man’s World                                  | - Wydany: 9 listopada 2012 - Wytwórnia: BMG Rights - Format: CD, digital download   | –                            | –                            | –                            | 14                           | 16                           | –                            | 7                            | –                            | –                            | 16                           | –                            | – |
| Resurrection                                        | - Wydany: 5 maja 2014 - Wytwórnia: BMG Rights - Format: CD, digital download        | –                            | –                            | –                            | 11                           | 5                            | –                            | 7                            | –                            | –                            | 5                            | 9                            | – |
| "–" album nie był notowany, bądź nie został wydany. |                                                                                     |                              |                              |                              |                              |                              |                              |                              |                              |                              |                              |                              | |

## Kompilacje
| Pieces of a Dream                                   | - Wydany: 15 listopada 2005 - Wytwórnia: Epic / Daylight - Format: CD, digital download | 23 | 4 | 7 | 11 | 10 | 26 | 23 | 3  | 6  | - AUS: Złoto - AUT: Platyna - SWI: Platyna - UK: Platyna |
| Ultimate Collection                                 | - Wydany: 6 listopada 2015 - Wytwórnia: Sony Music - Format: CD, digital download       | –  | – | – | 98 | 69 | –  | –  | 56 | 10 |                                                          |
| "–" album nie był notowany, bądź nie został wydany. |                                                                                         |    |   |   |    |    |    |    |    |    |                                                          |

## Single
| Tytuł                                                                   | Rok  | Najwyższe pozycje na listach | Najwyższe pozycje na listach | Najwyższe pozycje na listach | Najwyższe pozycje na listach | Najwyższe pozycje na listach | Najwyższe pozycje na listach | Najwyższe pozycje na listach | Najwyższe pozycje na listach | Najwyższe pozycje na listach | Najwyższe pozycje na listach | Statusy                                                                                          | Album               |
| Tytuł                                                                   | Rok  | US                           | AUS                          | AUT                          | GER                          | IRL                          | NLD                          | NZ                           | SWE                          | SWI                          | UK                           | Statusy                                                                                          | Album               |
| ----------------------------------------------------------------------- | ---- | ---------------------------- | ---------------------------- | ---------------------------- | ---------------------------- | ---------------------------- | ---------------------------- | ---------------------------- | ---------------------------- | ---------------------------- | ---------------------------- | ------------------------------------------------------------------------------------------------ | ------------------- |
| „I'm Outta Love”                                                        | 1999 | 92                           | 1                            | 3                            | 6                            | 2                            | 3                            | 1                            | 15                           | 2                            | 6                            | - AUS: 2× platyna - AUT: Złoto - GER: Złoto - NZ: Platyna - SWE: Złoto - SWI: Złoto - UK: Srebro | Not That Kind       |
| „Not That Kind”                                                         | 2000 | –                            | 21                           | 68                           | 56                           | 14                           | 31                           | 22                           | 49                           | 18                           | 11                           | –                                                                                                | Not That Kind       |
| „Cowboys & Kisses”                                                      | 2000 | –                            | –                            | –                            | 83                           | 44                           | 42                           | 46                           | –                            | 33                           | 28                           | –                                                                                                | Not That Kind       |
| „Made for Lovin' You”                                                   | 2000 | –                            | –                            | –                            | –                            | 36                           | 79                           | –                            | –                            | –                            | 27                           | –                                                                                                | Not That Kind       |
| „Paid My Dues”                                                          | 2000 | –                            | 39                           | 3                            | 3                            | 34                           | 5                            | 24                           | 2                            | 1                            | 14                           | - AUT: Złoto - GER: Złoto - SWI: Złoto                                                           | Freak of Nature     |
| „One Day in Your Life”                                                  | 2002 | –                            | 6                            | 9                            | 9                            | 1                            | 15                           | 15                           | 16                           | 5                            | 11                           | - AUS: Złoto                                                                                     | Freak of Nature     |
| „Why'd You Lie to Me”                                                   | 2002 | –                            | 66                           | 37                           | 55                           | 35                           | 48                           | –                            | 25                           | 39                           | 25                           | –                                                                                                | Freak of Nature     |
| „You'll Never Be Alone”                                                 | 2002 | –                            | –                            | 42                           | 56                           | –                            | 54                           | –                            | 34                           | 36                           | 31                           | –                                                                                                | Freak of Nature     |
| „Left Outside Alone”                                                    | 2004 | –                            | 1                            | 1                            | 2                            | 2                            | 2                            | 20                           | 6                            | 1                            | 3                            | - AUS: 2× platyna - AUT: Złoto - GER: Złoto - SWI: Złoto - UK: Srebro                            | Anastacia           |
| „Sick and Tired”                                                        | 2004 | –                            | 8                            | 2                            | 2                            | 9                            | 6                            | 24                           | 10                           | 2                            | 4                            | - AUS: Złoto - GER: Złoto                                                                        | Anastacia           |
| „Welcome to My Truth”                                                   | 2004 | –                            | 41                           | 41                           | 30                           | 23                           | 32                           | –                            | 49                           | 35                           | 25                           | –                                                                                                | Anastacia           |
| „Heavy on My Heart”                                                     | 2005 | –                            | 55                           | 29                           | 29                           | 32                           | 24                           | –                            | –                            | 35                           | 21                           | –                                                                                                | Anastacia           |
| „Everything Burns” (wraz z Benem Moody'm)                               | 2005 | –                            | 33                           | 6                            | 11                           | –                            | 14                           | 24                           | –                            | 3                            | –                            | –                                                                                                | Pieces of a Dream   |
| „Pieces of a Dream”                                                     | 2005 | –                            | –                            | 29                           | 20                           | 26                           | 38                           | –                            | –                            | 18                           | 48                           | –                                                                                                | Pieces of a Dream   |
| „I Belong to You (Il Ritmo Della Passione)” (wraz z Erosem Ramazzottim) | 2006 | –                            | –                            | 2                            | 1                            | –                            | 6                            | –                            | –                            | 1                            | –                            | - AUT: Złoto - GER: Złoto - SWI: Złoto                                                           | Pieces of a Dream   |
| „I Can Feel You”                                                        | 2008 | –                            | –                            | 20                           | 25                           | –                            | 37                           | –                            | 17                           | 27                           | 67                           | –                                                                                                | Heavy Rotation      |
| „Absolutely Positively”                                                 | 2008 | –                            | –                            | –                            | –                            | –                            | –                            | –                            | –                            | –                            | –                            | –                                                                                                | Heavy Rotation      |
| „Dream On”                                                              | 2012 | –                            | –                            | –                            | –                            | –                            | –                            | –                            | –                            | –                            | –                            | –                                                                                                | It’s a Man’s World  |
| „Best of You”                                                           | 2012 | –                            | –                            | –                            | –                            | –                            | –                            | –                            | –                            | –                            | –                            | –                                                                                                | It’s a Man’s World  |
| „Stupid Little Things”                                                  | 2014 | –                            | –                            | 45                           | 38                           | –                            | –                            | –                            | –                            | 23                           | 191                          | –                                                                                                | Resurrection        |
| „Staring at the Sun”                                                    | 2014 | –                            | –                            | –                            | –                            | –                            | –                            | –                            | –                            | –                            | –                            | –                                                                                                | Resurrection        |
| „Lifeline” (wraz z Kekko Silvestre)                                     | 2014 | –                            | –                            | –                            | –                            | –                            | –                            | –                            | –                            | –                            | –                            | –                                                                                                | Resurrection        |
| „Take This Chance”                                                      | 2015 | –                            | –                            | –                            | –                            | –                            | –                            | –                            | –                            | –                            | –                            | –                                                                                                | Ultimate Collection |
| „Army of Me”                                                            | 2015 | –                            | –                            | –                            | –                            | –                            | –                            | –                            | –                            | –                            | –                            | –                                                                                                | Ultimate Collection |
| "–" singel nie był notowany, bądź nie został wydany.                    |      |                              |                              |                              |                              |                              |                              |                              |                              |                              |                              |                                                                                                  |                     |

### Single promocyjne
- 2003 – „Love Is a Crime” z albumu Chicago: Music from the Miramax Motion Picture
- 2009 – „Defeated” z albumu Heavy Rotation
- 2012 – „What Can We Do (Deeper Love)”

### Inne notowane piosenki
| „Boom”                      | 2002 | 23 | 37 | 35 | 41 | 7 | 10 | The Official Album of the 2002 FIFA World Cup |
| "–" utwór nie był notowany. |      |    |    |    |    |   |    |                                               |

## Gościnny wokal
| Piosenka                      | Rok  | Artysta                                     | Album                                           |
| ----------------------------- | ---- | ------------------------------------------- | ----------------------------------------------- |
| „Forever Luv”                 | 1993 | David Morales, The Bad Yard Club, Anastacia | The Program                                     |
| „Mi Negra, Tu Bombón”         | 1998 | Omar Sosa, Anastacia                        | Spirit of the Roots                             |
| „Tienes Un Solo”              | 1998 | Omar Sosa, Anastacia                        | Spirit of the Roots                             |
| „Let It Be”                   | 2001 | Paul McCartney, Anastacia, różni wykonawcy  | Nobel Peace Prize Concert                       |
| „I Ask of You”                | 2001 | Luciano Pavarotti, Anastacia                | Pavarotti & Friends 29 May 2001 for Afghanistan |
| „What More Can I Give”        | 2001 | Michael Jackson, Anastacia, różni wykonawcy | Singel charytatywny                             |
| „You Shook Me All Night Long” | 2002 | Anastacia, Céline Dion                      | VH1 Divas                                       |
| „Bad Girls”                   | 2002 | Jamiroquai, Anastacia                       | 2002 BRIT Awards                                |
| „Someday My Prince Will Come” | 2002 | Anastacia                                   | Disneymania                                     |
| „Everything Burns”            | 2005 | Ben Moody, Anastacia                        | Fantastic Four soundtrack                       |
| „Stalemate”                   | 2009 | Ben’s Brother, Anastacia                    | Battling Giants                                 |
| „Safety”                      | 2010 | Dima Biłan, Anastacia                       | Mechtatel                                       |
| „Burning Star”                | 2010 | Natalia, Anastacia                          | Best of Natalia                                 |
| „If I Was Your Boyfriend”     | 2012 | Tony Moran, Anastacia                       | –                                               |

## Wideografia

### DVD
| Rok  | Informacje              | Statusy                  |
| ---- | ----------------------- | ------------------------ |
| 2002 | One Day in Your Life    |                          |
| 2002 | The Video Collection    | - GER: Złoto - UK: Złoto |
| 2006 | Anastacia: Live at Last |                          |

### Teledyski
| Tytuł                                       | Rok  | Reżyser                        |
| ------------------------------------------- | ---- | ------------------------------ |
| „I'm Outta Love”                            | 1999 | Nigel Dick                     |
| „Not That Kind”                             | 1999 | Marc Webb                      |
| „Cowboys & Kisses”                          | 2001 | Nigel Dick                     |
| „Made for Lovin' You”                       | 2001 | Simon Hilton                   |
| „Paid My Dues”                              | 2001 | Liz Friedlander                |
| „One Day in Your Life”                      | 2002 | Dave Meyers                    |
| „Boom!”                                     | 2002 | Marcos Siega                   |
| „Why'd You Lie to Me”                       | 2002 | Mike Lipscombe                 |
| „You'll Never Be Alone”                     | 2002 | Mike Lipscombe                 |
| „Love Is a Crime”                           | 2003 | Matthew Rolston                |
| „Left Outside Alone”                        | 2004 | Bryan Barber                   |
| „Sick and Tired”                            | 2004 | Phillip Stölzl                 |
| „Welcome to My Truth”                       | 2004 | Diane Martel                   |
| „Heavy on My Heart”                         | 2005 | Ronald Vietz                   |
| „Left Outside Alone” (wersja amerykańska)   | 2005 | David Lippman, Charles Mehling |
| „Everything Burns”                          | 2005 | Antti Jokinen                  |
| „Pieces of Me”                              | 2005 | David Lippman                  |
| „I Belong to You (Il Ritmo Della Passione)” | 2006 | Don Allan                      |
| „I Can Feel You”                            | 2008 | Chris Applebaum                |
| „Absolutely Positively”                     | 2008 | Nigel Dick                     |
| „What Can We Do (Deeper Love)”              | 2012 | Peter Svenson                  |
| „Best of You”                               | 2012 | Marcus Sternberg               |
| „Stupid Little Things”                      | 2014 | Marcus Sternberg               |
| „Staring at the Sun”                        | 2014 | DJay Brawner                   |
| „Lifeline”                                  | 2014 | Riccardo Kolp, Corrado Silver  |